# Dějiny Bosny a Hercegoviny

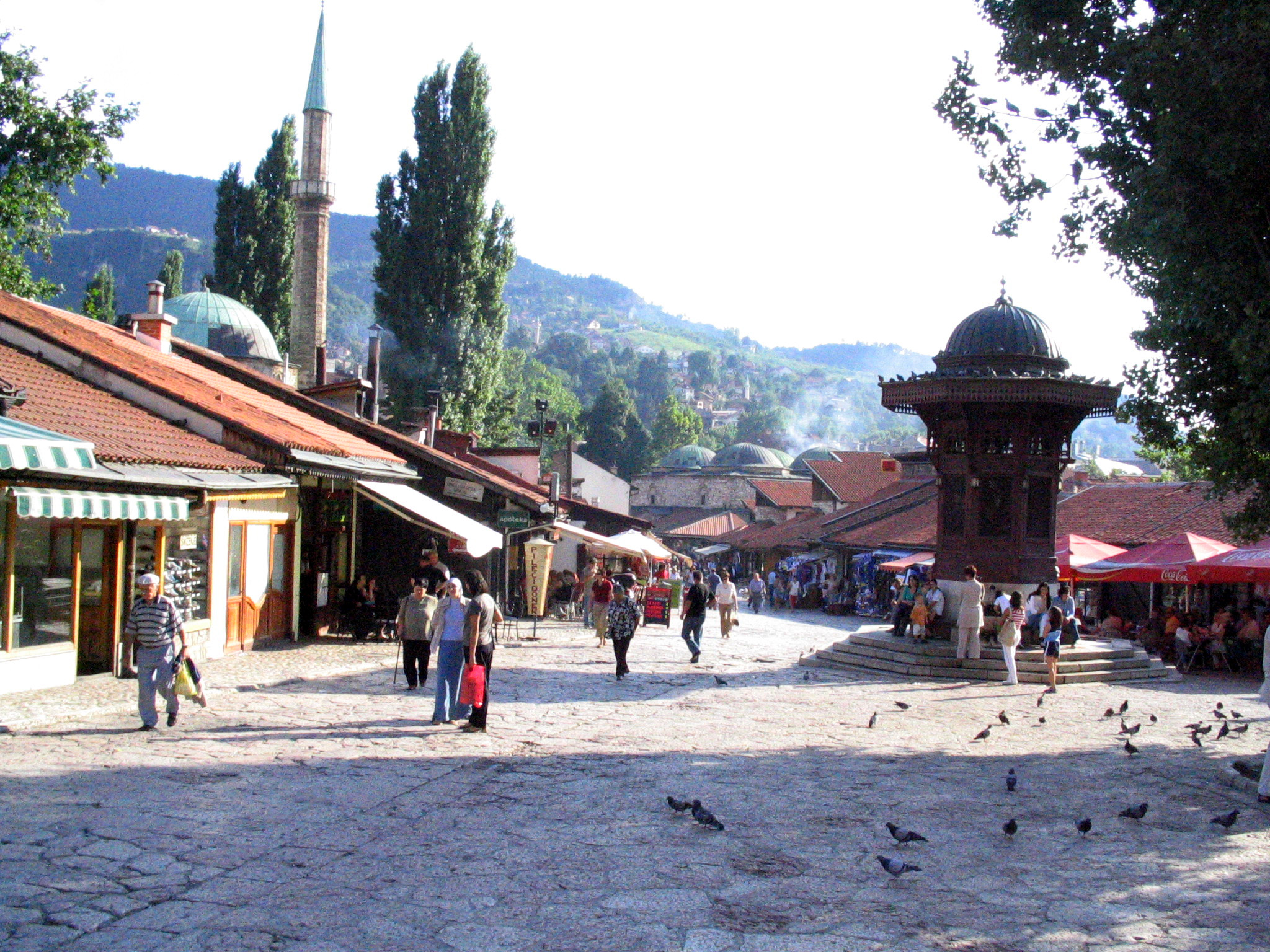
Nejstarší část města Sarajeva, turecký bazar

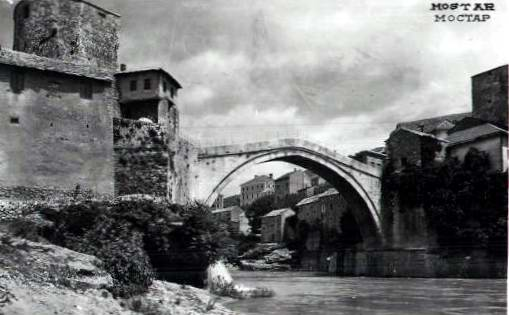
Starý most v Mostaru ve 30. letech, postavený za osmanské nadvlády

Bosna a Hercegovina patří k zemím, kde se vystřídali mnozí vládci a proběhlo mnoho významných celoevropských i balkánských událostí. Zpočátku součást provincie Římské říše, později nezávislý středověký stát na rozhraní západního a východního křesťanství, poznala po dobytí expandujícím Tureckem islám a do té doby nepříliš známou kulturu i zvyky. Bosna a Hercegovina byla svědkem soupeření Osmanské říše s Rakousko-Uherskem, které ji ovládlo ke konci 19. století, stejně jako vzniku projektu jihoslovanského státu, Jugoslávie ve století dvacátém, vzestupu i pádu komunismu, ale i válek a etnického násilí.

## Starověk a středověk

Územní vývoj bosenského království

V dobách na počátku letopočtu zde žili tzv. Ilyrové, původní obyvatelé Balkánu, kteří byli sami potomci ještě starších Árijů, kteří do Evropy přišli. Ti sami se dělili na několik kmenů (Dalmáti, Desitijati, Liburnové, Ardani, Antiani, Labodi a Daorsové). To byli předchůdci současných obyvatel, později, po stěhování národů, se přemístili dále na jih do dnešní Albánie. Řekové Ilyry popisovali jako barbarskou kulturu nehelénského typu, což svědčí o značném rozdílu mezi oběma civilizacemi. Roku 229 př. n. l. začaly v kraji první střety mezi Ilyry a Římskou říší; trvaly mnoho let a skončily římským vítězstvím roku 9. Impérium pak začalo oblast kolonizovat; Bosna a Hercegovina se stala součástí provincie Illyria. Byly otevírány doly a ilyrské obyvatelstvo se začalo romanizovat. V úrodném údolí řeky Neretvy na jihu Bosny a Hercegoviny vznikají četné kolonie. Římská kultura proniká do všech oblastí dnešní Bosny a Hercegoviny. Po pádu Říma získává moc nad celou oblastí Byzantská říše.
V 6. století se objevuje první zmínka o Slovanech na území bývalé provincie Ilyria. Ti začali postupně vytlačovat původní obyvatelstvo a zabírat byzantské území; Cařihrad proti jejich postupu však nezasáhl, neboť Slované byli mnohem početnější. Po vytvoření Chorvatského království, jak jeho moc postupně rostla, ovládlo i části dnešní Bosny; východu současné země zase vládli Srbové. V roce 1353 vzniklo první nezávislé bosenské království. Jeho prvním vladařem byl Tvrtko I. Kotromanić, korunovaný v roce 1377 v Mile poblíž Visoka ve věku 15 let. V této době dosahuje Bosna největšího rozmachu; na severu ji ohraničuje řeka Sáva, na jihu pak ostrovy Hvar a Korčula. V tehdejším náboženském životě země sice dominovalo křesťanství, své věřící ale začala získávat i sekta známá jako bogomilství. To bylo vnímáno pro západní a východní křesťanství jako velké nebezpečí a bylo proti němu razantně vystupováno jak v pravoslavných, tak katolických státech, až se ho nakonec podařilo vykořenit. V Bosně ale působí bogomilové až do zániku státu v polovině 15. století, když zemi dobyli Osmané postupující od Bosporu severozápadním směrem do nitra Evropy.

## Osmanská nadvláda a islamizace (1463–1878)

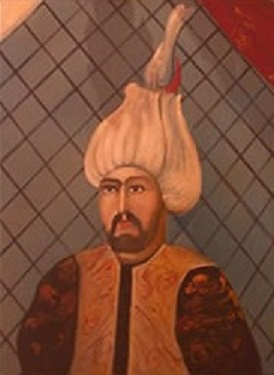
Mehmed Paša Sokolović původem z Bosny, v 16. století osmanský Velký vezír

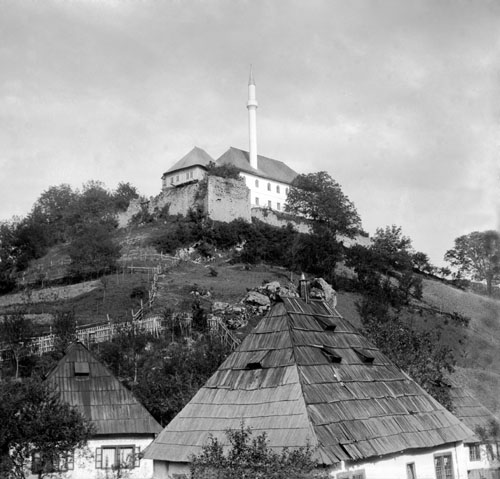
Mešita v Cazinu na počátku 20. století - dědictví muslimské éry, kterou zahájilo obsazení země Osmanskou říší v období vrcholného středověku

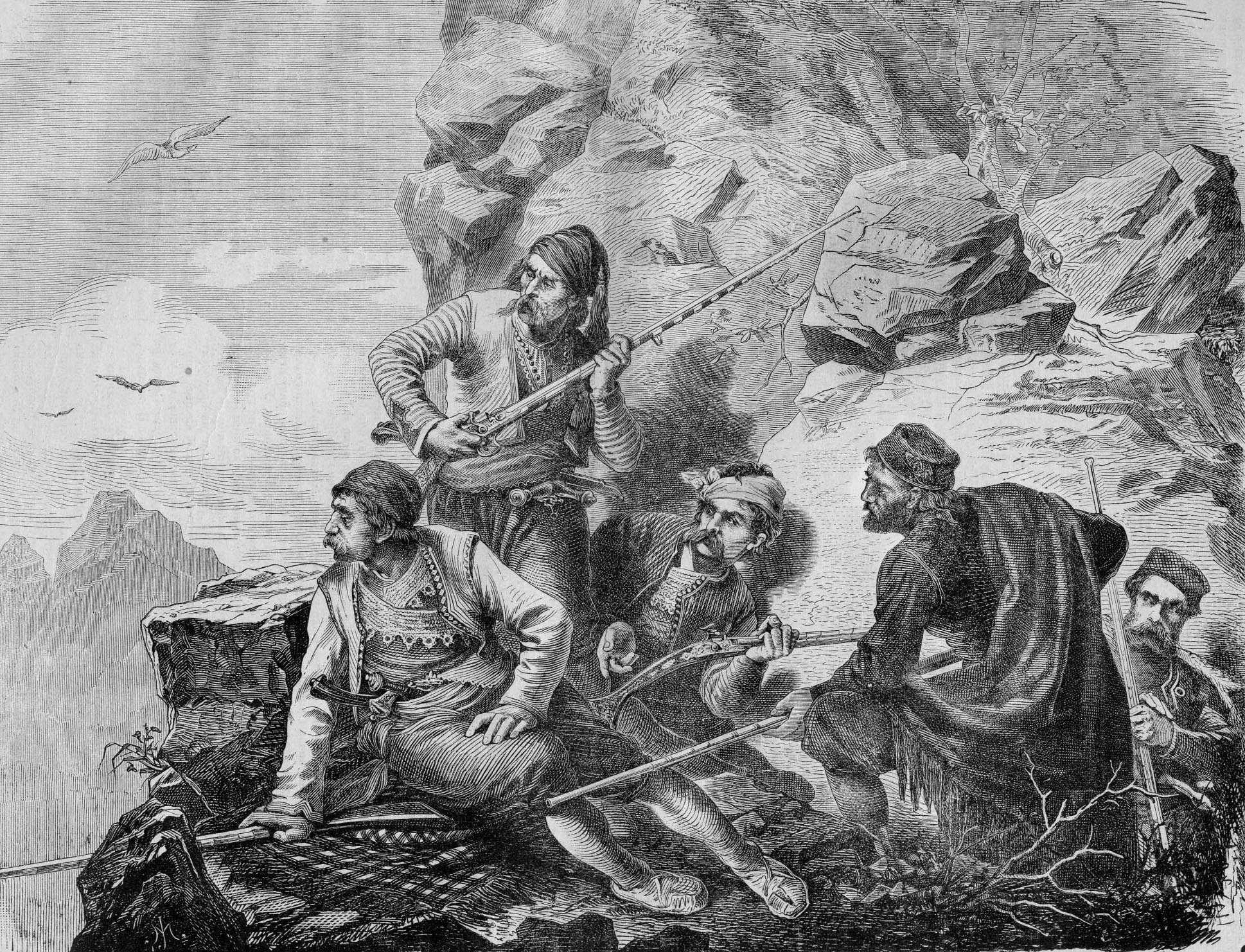
Hercegovské povstání (1875–77)

Ke konci 15. století království vojensky dobyla Osmanská říše. Ta vytvořila Bosenský sandžak, který připojila k rumelijskému vilájetu se sídlem ve Skopji. Zpočátku však Osmané nezískali kontrolu nad celým územím dnešního státu, některá města a oblasti (například Hercegovina) vzdorovaly až do dvacátých let 16. století; Bihać byl dobyt až roku 1592. Nakonec si sultánova vojska podrobila všechna města. Z Bosny podnikají Osmané později výpady do Uher, v oblastech své východní državy hledají lidské zdroje pro své armády. To způsobuje také značné změny obyvatelstva; do oblasti dnešního severozápadu Bosny přicházejí muslimští uprchlíci z budínského pašaliku a dalších oblastí, které v Uhrách spravovali Turci.
V 16. století začínají v souvislosti s postupujícími armádami Rakouska na jih v severní části dnešní země vznikat vojenské pevnosti (tzv. kapetanie), ze kterých se později stávají města (například Bihać, či Gradiška). S Uherskem pak dochází k četným soubojům i na hranici, ta se tak často mění a některá bosenská města obsadí uherské síly. Přestože rakouská armáda podniká četné útoky, již muslimské obyvatelstvo se úspěšně brání. Nejúspěšnějším výpadem pro Rakousko byla výprava pod vedením Evžena Savojského, která na konci 18. století vyplenila Sarajevo.
Roku 1580 dochází k administrativní změně; původní Sandžak je rozdělen a bosenská část se stává novým vilájetem. Kromě dnešního státu k ní ale patří ještě některé části, které v současné době patří Chorvatsku, Srbsku, či Černé Hoře. Za hlavní město byla vybrána Banja Luka, roku 1639 byla pak metropole přemístěna do Sarajeva, v roce 1697 do Travniku a v roce 1850 pak opět do Sarajeva. Zatímco ostatní státy, které si Osmané podrobili byly rozdělené do několika vilájetů, teritoriální integrita Bosny a Hercegoviny zůstala zachována.
Osmanská správa zahájila pozvolnou islamizaci křesťanské země. Víra proroka Mohameda v zemi zakořenila na mnoho let dopředu. Přestože nedocházelo k násilí, založeném na náboženských rozdílech, muslimové byli podle osmanské praxe preferováni. Pouze oni mohli například žít ve městech, dnešní předci Srbů a Chorvatů byli nuceni zůstávat na venkově. Jen muslimové mohli sloužit v armádě[zdroj?], státní správě, či vlastnit rozsáhlý majetek, křesťané naopak museli platit zvláštní daně. Osmanská říše však kromě islámu, který zde byl až do obsazení prvkem cizím, přinesla také jistou stabilitu, protože ideologický základ zdejší správy stál - na rozdíl od Rakouska - na (byť omezené) náboženské toleranci. Výstavba nových kostelů sice možná nebyla, nicméně například františkáni a další zástupci křesťanských církví, působili v Bosně nadále. Po vyhnání ze Španělska navíc oblast obohatili ještě židé, kteří hledali nové útočiště v celé oblasti Balkánu a kromě Bosny se usazovali například i také v Bulharsku. Sefardští židé se usídlili hlavně v Sarajevu, kde vytvořili početnou a prosperující komunitu.
V této době byla založeno také mnohá města, jako například Tuzla, Mostar, ale i dnešní hlavní město Sarajevo (jeho název se postupně vyvinul z tureckého výrazu Bosna Serai – bosenský palác[zdroj?]). I v oblasti kulturní začala hrát Osmanská říše velký vliv; vznikaly náboženské školy (medresy) a vakufská nadace v Sarajevu se zasloužila o rozvoj budoucí metropole, tehdejší kultury i vzdělanosti. Bosenština, místní slovanský jazyk, se tehdy zapisoval jak latinkou a cyrilicí, tak i speciálním arabským písmem upraveným pro slovanské hlásky (tzv. arabica). I přesto existovaly momenty, kdy muslimské obyvatelstvo vyjádřilo nespokojenost s vládou v Istanbulu, hlavně pak s jejími reformami. Do čela vzbouřenců v první polovině 19. století, kteří nesouhlasili s novými pořádky, se postavil Husejn Gradaščević, tehdejší kapetan (tj. správce pohraničního opevnění) z Gradačacu a napadl sultánova vojska. Zlikvidování jemu věrných jednotek si vyžádalo dlouhotrvající vojenské akce.
Ke konci osmanské vlády dochází k prudkým změnám obyvatelstva. Muslimů mírně ubývá a s nadcházející průmyslovou revolucí přichází do měst stále více křesťanů. Slábnoucí moc Istanbulu a tlak západních mocností navíc nutí Turky postupně nemuslimské obyvatelstvo zrovnoprávňovat se stoupenci Mohamedovy víry. Začínají se budovat první průmyslové provozy a s podporou Rakousko-Uherska se staví i první železnice do Banja Luky (plánovaná až do Sarajeva přes Jajce, avšak nikdy nedokončena). Zatímco katolické obyvatelstvo v této době doufá o připojení k Rakousku, u Srbů získává velký ohlas povstání v sousedním Srbsku, které i na území Bosny zasáhlo, nicméně nově vznikající srbský stát se nachází východně od Driny. Muslimové se obávají možnosti, že by se dostali do područí křesťanských států, a jako jedni z mála stále naléhají na integritu obyvatelstva Osmanské říše, která je však nacionalistickými proudy v Srbsku, Chorvatsku, ale i dalších zemích na Balkáně, (například v Bulharsku), narušována.
Kdysi dobře fungující právní řád a správa přelomu středověku a novověku přestává účinně fungovat a celá oblast se propadá do krize. V 70. letech se Bosna propadá do chaosu a propukají povstání. Situaci řeší až rozhodnutí okupovat celou zemi rakousko-uherským vojskem, které padlo na Berlínském kongresu v roce 1878 a bylo vnímáno jako dočasné. Vrchním velitelem armády při obsazování Hercegoviny byl Stephan von Jovanovič, který v Hercegovině zůstal jako vojenský velitel země.

## Rakousko-uherský protektorát (1878–1918)

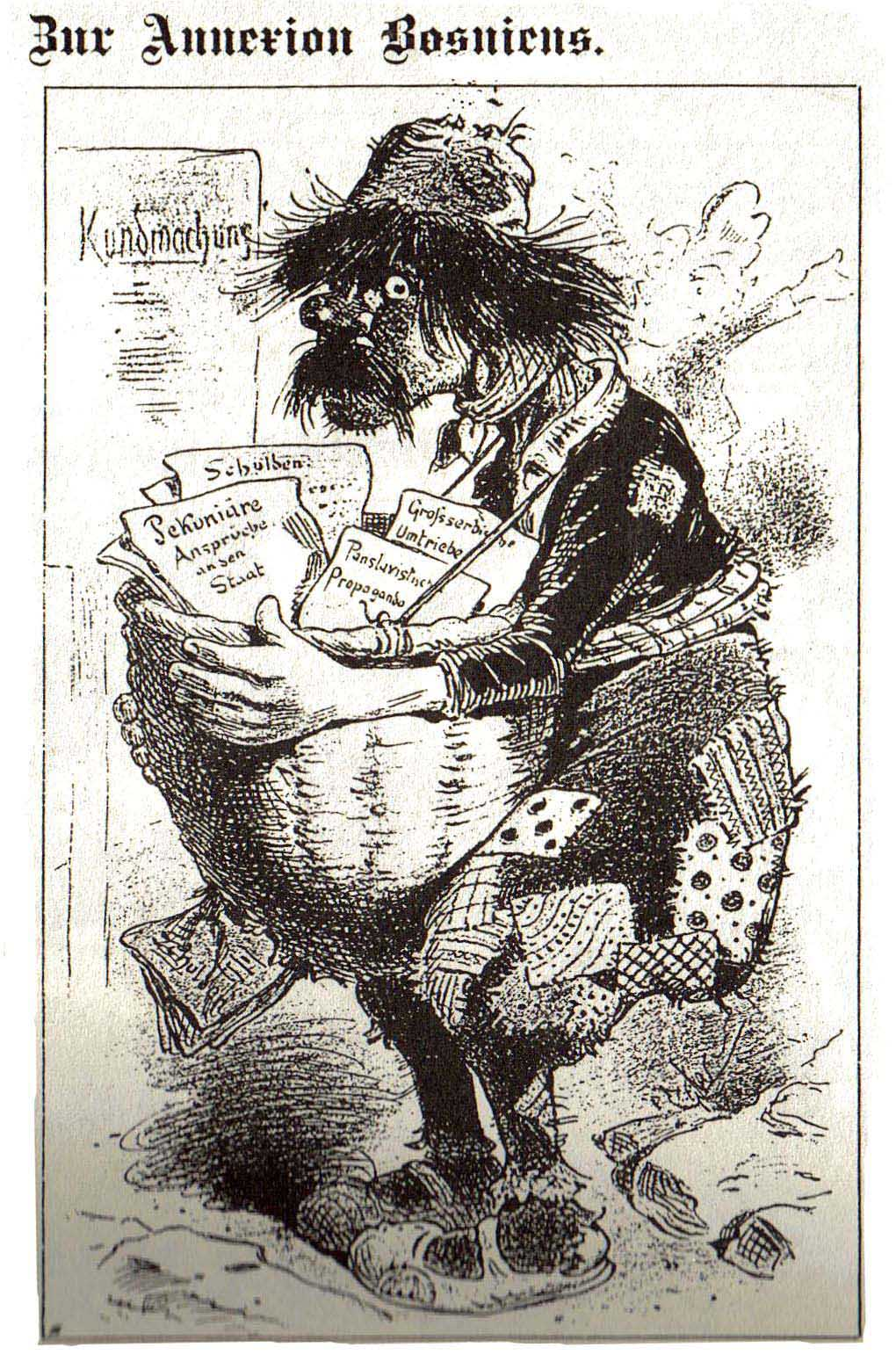
Karikatura obyvatele Bosny v rakousko-uherských novinách, 1908

Koncem 19. století, v roce 1878, připadla země Rakousko-Uhersku a stala se na základě smluv z berlínského kongresu jeho protektorátem; Vídeň se zavázala obnovit v zemi mír a pořádek. Mandát Rakousko-Uherska byl však pouze dočasný a formálně zůstala suverenita nad zemí tureckému sultánovi. Nová rakouská správa se však obávala rizika národnostních nepokojů, stejně jako vnitřních neshod ohledně správy nově získaného území. To si nárokovalo jak Rakousko, tak i Uhersko.
Fakticky moc nad celou oblastí tak získal rakousko-uherský ministr financí, místní politická reprezentace se zatím nevytvářela. Administrativně byl přejat systém osmanský, původní názvy jednotek byly pouze přejmenovány do němčiny. Původní vlastnické vztahy (hlavně v záležitosti půdy a nemovitostí) mezi muslimy i křesťanskými obyvateli zůstaly zachovány. Rakouští správci začali následně s masivními investicemi - rozvojem průmyslu, školství a dalších moderních vymožeností západního světa v této zaostalé zemi. Tento proces ale probíhal velmi pozvolna; Bosna byla stále zemědělskou a zaostalou zemí, mnoho místních odcházelo na studia za hranice země, většinou tedy do významných center Rakousko-Uherska, kterými byla Vídeň, Budapešť, Praha, nebo Záhřeb.
Protektorát byl po delších diskuzích na rakouské politické scéně anektován v říjnu 1908. To vedlo ke krizi, neboť mnoho bosenských Srbů se nyní stalo součástí již regulérní části území Rakousko-Uherska. Rovněž byli nespokojeni i muslimové, kteří stále doufali v návrat osmanské správy. Srbsko, které mělo na území Bosny veliký zájem, již od dob krize, proti anexi protestovalo, přidalo se později i Rusko a Osmanská říše. Situace se zkomplikovala a vyostřila téměř až k novému válečnému konfliktu. Bělehrad mobilizoval a oba mocenské bloky, jejichž síla se naplno ukázala až o několik let později v první světové válce, se tak utužily. S anexí nakonec muselo Srbsko souhlasit, a to poté, co Ruské impérium zjistilo, že podporu pro případný konflikt by ze strany západoevropských mocností nezískalo.[zdroj?]
Teprve až s výměnou ministrů, kteří byli za Bosnu a Hercegovinu v Rakouské monarchii zodpovědní, došlo ke změně. V roce 1910 vznikla bosenská ústava i parlament. Ten měl sice velmi omezené pravomoci a podléhal moci z Vídně a Budapešti, přesto v předvolební kampani se střetly nově vznikající strany jak chorvatské, tak i muslimské, či srbské. Mezi všemi začal těžký ideologický boj, který zasáhl samotnou podstatu Bosny a pokoušel se pro ten či onen národ získat dominantní postavení. V takové situaci se dobře dařilo šířit i protihabsburskou propagandu ze Srbska, kterou však místní úřady potíraly. V první polovině druhé dekády 20. století situace rychle eskalovala; mezi mládeží začalo přibývat radikálních sil. Ty považovaly místní politickou reprezentaci za značně neefektivní a chtěli své myšlenky prosadit silou. Mezi takové organizace se řadila například Mladá Bosna. Vznik parlamentu a politické soutěže vedl ale na druhou stranu k vzniku politických osobností, pro které bylo bosenské prostředí domácí a které mohly chod v zemi ovlivnit. Jejich aktivity pokračovaly i v dobách Jugoslávie. Mezi takové politiky patřil například Mehmed Spaho, či Petar Kočić.
V roce 1914 byl v hlavním městě Sarajevu zastřelen následník rakousko-uherského trůnu, František Ferdinand d'Este. Situace zostřila už tak problematické vztahy mezi Srbskem a Rakousko-Uherskem. Vídeň se snažila celou záležitost nejdřív vyšetřit, nakonec ale převážilo vojenské řešení. Proto bylo do Bělehradu zasláno ultimátum srbské vládě. Ta sice na část požadavků přistoupila, Rakousko se však s touto skutečností nesmířilo a vypovědělo Srbsku válku. Lokální konflikt v problematické oblasti přerostl v celoevropský střet, první světovou válku. V této době muselo odejít mnoho obyvatel Bosny a Hercegoviny do války, do řad rakousko-uherské armády.

## Království Jugoslávie (1918–1941)

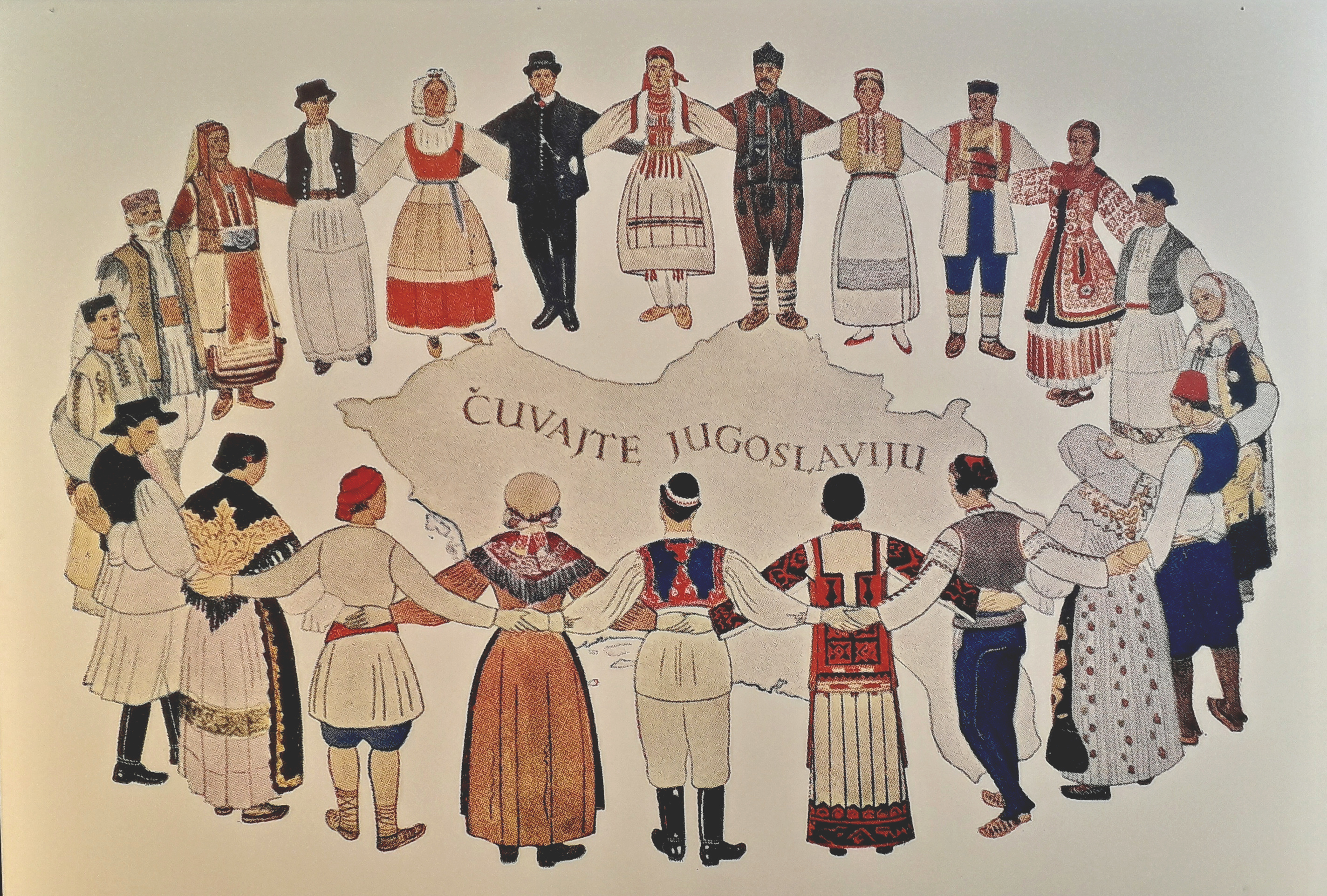
"Chraňte Jugoslávii" (Čuvajte Jugoslaviju), údajná poslední slova krále Alexandra, na ilustraci jugoslávských národů tančících v kole.

Po čtyři roky trvající válce se zemi vládnoucí Rakousko-Uhersko rozpadlo a Bosna se spolu s Chorvatskem, Srbskem a Slovinskem stala součástí nově vytvořeného Státu SHS, později Království SHS a ještě později Království Jugoslávie. Nový stát nevznikal v zrovna jednoduchých podmínkách, Bosna a Hercegovina patřila mezi jeho nejméně rozvinuté oblasti, v politice dominoval srbský či chorvatský nacionalismus a – podobně jako tomu bylo například v Československu – velké množství politických stran. Během přelomu let 1918 a 1919 došlo v zemi k nepokojům, kdy se Srbové rozhodli pro odplatu vůči Bosňákům, kteří vlastnili rozsáhlé pozemky a moc. K velkému zklamání muslimů tyto násilnosti našly mezi vládnoucími kruhy v Bělehradě pozitivní odezvu. Na druhou stranu však pretenze Srbska na celou Bosnu a Hercegovinu byly dlouhodobé a vytvoření společného jugoslávského státu bylo de facto vyřešením tohoto problému.
V letech 1921 a 1931 se konalo sčítání lidu, tehdy však ještě Bosňáci nebyli považováni za samostatný národ (poprvé až ve sčítání lidu z roku 1971) a mnoho z nich tak národnost (byla možná pouze slovinská, chorvatská a srbská) neuvedlo. Zatímco na začátku 20. let žilo v zemi 1,8 milionu lidí, o deset let později to bylo již 2,3 milionu.
Roku 1929 Bosna spolu s ostatními historickými zeměmi Jugoslávie byla dočasně zrušena; její území se rozdělilo mezi několik bánovin, které nerespektovaly národnostní hranice; jednalo se Vrbaskou bánovinu (západ země), Drinskou bánovinu (východ země) a Přímořskou bánovinu (jih země). Přímořská bánovina se stala v předvečer druhé světové války součástí bánoviny chorvatské, která do jisté míry kopírovala etnické hranice území, kde žije chorvatský národ. Cílem této reformy bylo rozdělit jednotlivá území tak, aby byla potlačeno jednotlivé národní uvědomění jednotlivých zemí a upevněna jednota všech obyvatel země. K tomu však nakonec nedošlo, bánoviny vydržely pouhých deset let.

## Druhá světová válka (1941–1945)

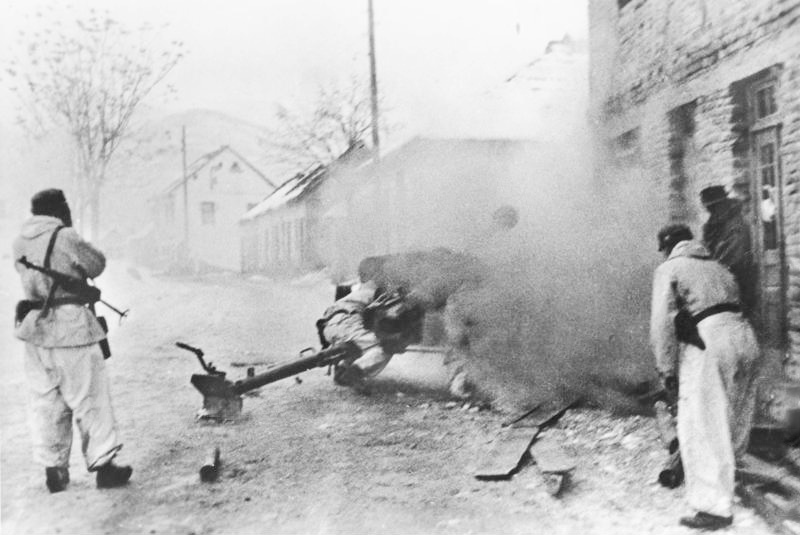
Němečtí vojáci zasahují proti partyzánům, 1943

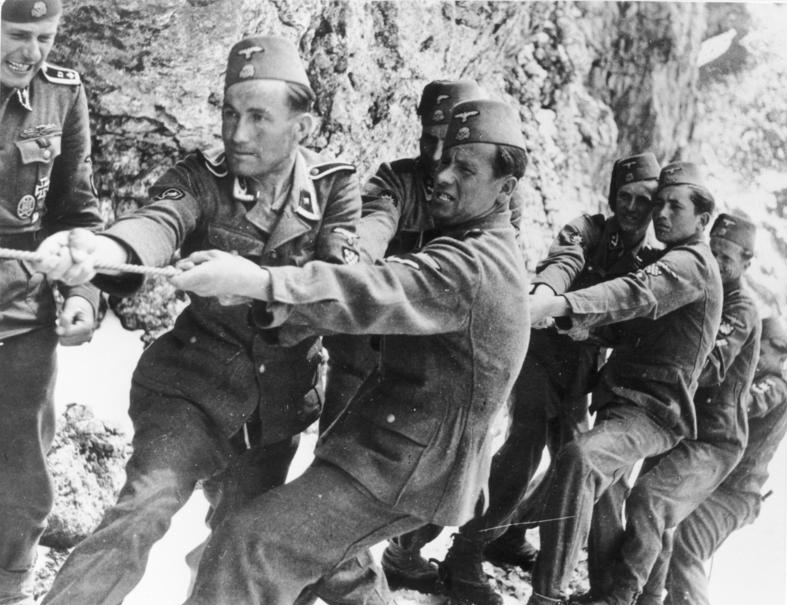
Členové bosenské horské divize SS „Handschar“ v květnu 1944.

Za 2. světové války, kdy se Jugoslávie na několik let vinou zahraničně-politických okolností rozpadla, vládlo Bosně a Hercegovině ustašovské Chorvatsko. To jej začlenilo k svému území, rozdělilo formálně na 22 žup pojmenovaných podle středověkých území v bosenském státu. Zdejší Židé a Srbové se stali ale podle fašistických rasových pravidel nežádoucí skupinou obyvatelstva a byli proto posíláni do koncentračních táborů. Synagogy byly vážně poničeny, nebo úplně zbořeny.
Proti režimu se zvedl organizovaný odpor, a to ze dvou stran. Jednak byli činní tzv. Jugoslávští partyzáni (od roku 1941) v čele s Josipem Titem, jednak Četnici, věrní srbské vlasti a králi . Partyzáni úspěšně oslovili bosenské Srby, kteří byli vystavováni útokům Ustašovců. Srbové, kteří byli loajální Dragoljubu Mihailovićovi oplaceli stejnou kartou a podnikali výpravy proti Chorvatům a hlavně Bosňákům, o kterých mluvili zásadně jako o "Turcích". Díky vizi multinárodní Jugoslávie, která by byla pro všechny národy, začali získávat větší podporu ale právě komunisté. A to nejen podporu morální, ale i ze zahraničí. Hornatý terén Bosny a Hercegoviny jim navíc pomáhal dobře organizovat záškodnické akce a čelit fašistům, či na jejich pozice útočit.
Obyvatelstvo Bosny a Hercegoviny si procházelo těžkou zkouškou. Chorvati byli samozřejmě součástí nyní "svého" státu, Boseňáci však byli vrhnuti mezi obě linie. Na jedné straně si je četnými ústupky a pokusy o vyjádření respektu snažil Pavelićův režim získat na svoji stranu - a u části obyvatelstva se mu to i podařilo - muslimové byli oficiální propagandou považováni za nejčistší složku chorvatského národa, za jeho květ, na straně druhé se ovšem mohli sami s fašistickým státem ztotožnit pouze stěží.[zdroj?] Chorvatští fašisté se navíc ochraně Muslimů před srbskými útoky příliš nevěnovali. Jednotlivými stranami byli považováni za součást buď Srbů, nebo Chorvatů, avšak Bosňáci nebyli spokojeni s žádným zařazením ani politickým programem obou národů. V pozdějších fázích boje, když se komunistům podařilo obsadit Tuzlu, převážně muslimské město[zdroj?], získali velké sympatie právě z řad Bosňáků a ti tak doplňovaly partyzánské bojové oddíly.
Titovi partyzáni nakonec v roce 1943 v Bosně zvítězili (dílem díky úspěšnému odvrácení všech nepřátelských ofenzív a útoků, dílem díky kapitulaci Itálie a dílem také díky zahraniční pomoci ze stran spojenců) a ve městě Jajce uspořádali v listopadu  sněm známý pod názvem AVNOJ kde se rozhodlo o obnovení Jugoslávie a o jejím budoucím uspořádání.
Ta skutečně obnovena byla - jako socialistická federativní republika pod nadvládou partyzánského vůdce Josipa Tita. Ačkoliv z prvních návrhů tomu tak jasně být nemuselo, Bosna a Hercegovina se nakonec stala jednou z šesti republik federace (srbochorvatsky Narodna Republika Bosna i Hercegovina), později srbochorvatsky Socijalistička Republika Bosne i Hercegovine; vytyčena v historických hranicích (stejných, v jakých existuje dnes) a obklopena dalšími republikami svazku, tedy Chorvatskem, Srbskem a Černou Horou. Hlavním důvodem pro vznik této jednotce, příčící se sovětské logice budování autonomních celků (které se tehdy komunisté drželi) bylo vytvořit jakousi tampón-republiku, která by předcházela eventuální sporům mezi Chorvatskem a Srbskem.
Krátce po válce (1948) měla země celkem 2,5 milionu obyvatel; dominovali Srbové (44 %), následovali Bosňáci (30 %) a Chorvati (24 %). Již o dvacet let později žilo v Bosně 3,7 milionu obyvatel. Později nárůst už tolik markantní nebyl.

## Socialistická Bosna a Hercegovina (1945–1989)

Znak Socialistické republiky Bosna a Hercegovina

Poválečná obnova Jugoslávie se soustředila také na Bosnu a Hercegovinu. Byla vybudována celá řada především dopravních staveb (železničních tratí; např. Brčko - Banovići, či Doboj - Banja Luka), které se staly "stavbami socialismu" a na které byla nasazena tehdejší mládež. Kromě jugoslávských občanů však pomáhali také i lidé ze zahraničí. Hlavním cílem bylo především zajistit spojení s uhelnými revíry, kam jakákoliv kvalitní doprava (jak již bylo v Bosně a Hercegovině typické) zcela chyběla.
Socialistické zřízení nebylo však oblíbené všemi obyvateli republiky. V roce 1950 došlo nedaleko Cazinu ke vzpouře. Sedláci, ale i partyzáni se bouřili proti kolektivizační politice. I když bylo již združštevňování venkova v té době v zemi na ústupu, vypukla několik let nahromaděná nenávist ke komunistické vládě. Vzpoura byla nakonec zastavena nasazením bezpečnostních složek státu, především milice. Proti ideovým nepřátelům však postupoval režim ještě tvrději. Bývalí politici fašistického Chorvatska, stejně jako antikomunisté a islamisté byli souzeni a nezřídkakdy i popravováni. Bosenští muslimové jako národnost však v stále svobodnější atmosféře, hlavně 60. let a uvolňování centralismu z Bělehradu, začali poustupně zvyšovat svoji úroveň národnostního i náboženského uvědomění. K tomu přispěla jednak změna vnitřní politiky po Brionském plénu, jednak aktivní role Jugoslávie v Hnutí nezúčastněných zemí, kde byla celá řada vlivných muslimských států, které situaci v Jugoslávii sledovaly.
Bosna a Hercegovina byla zemí s neuvěřitelně zaostalým hospodářstvím a nízkou životní úrovní. V roce 1947 pracovaly 3/4 práceschopného obyvatelstva republiky v zemědělství, a pouhých 14 % v průmyslu. Elektřina byla dostupná jen pro cca 20 % obyvatelstva. Moderní silnice chyběly zcela, železniční síť byla naprosto nevyhovující, existující tratě byly převážně úzkorozchodné. Nicméně, díky investicím z fondu pro nerozvinuté republiky, kam přicházel kapitál hlavně z bohatších zemí, jako byly Srbsko a Slovinsko, byl budován průmysl a infrastruktura. V energetice se uplatnily díky geografickým podmínkám vodní elektrárny, v průmyslu pak rozsáhlé závody jak prvovýroby, tak i druhovýroby (např. ocelárna v Jajce, závody ve Veliké Kladuši). Během první i druhé jugoslávské pětiletky připadlo na Bosnu nemálo projektů, neboť vzhledem ke komplikované zahraničněpolitické situaci státu bylo potřebné zohlednit také i bezpečnostní hledisko (Bosna a Hercegovina je jako poměrně hornatá země velmi dobře ubranitelná a těžko se dobývá).
V roce 1963 dostala Bosna a Hercegovina novou ústavu, která odkazovala na jugoslávský model socialismu. Obdobně tomu bylo i o jedenáct let později. Podle poslední komunistické ústavy z roku 1974 byla BiH deklarována jako "socialistický demokratický stát lidí a socialistické samosprávné demokratické spolčenství pracujících lidí a občanů, národů Bosny a Hercegoviny - Muslimů, Srbů a Chorvatů a příslušníků dalších národů a národností, které v ní žijí. Bosňáci (tehdy z politických důvodů nazývaní Muslimové) byli poprvé přiznáni jako samostatná národnost v roce 1971 během celojugoslávského sčítání lidu a proto s nimi mohla počítat i nová ústava. Také podle tohoto sčítání byli hned nejpočetnějším národem, obývajícím tuto republiku (v roce 1971 39,57 % obyvatel). Tento rychlý nárůst ve statistikách (v celojugoslávském srovnání se jednalo o třetí nejpočetnější národ) vedl k obavám ostatních národů, že muslimské obyvatelstvo, které žije v jiném kulturním prostředí, podobně jako např. albánské v Kosovu, početně překoná ostatní národy, které tak budou upozaděny a jejich hlas nebude slyšet. Tento názor se začal rozšiřovat především mezi srbským obyvatelstvem. Příslušníci ostatních národů, především Srbové naopak chudší Bosnu ve velkém opouštěli.
Podobně jako v Chorvatsku i v Bosně a Hercegovině byla ožehavá jazyková otázka, která se mohla stát argumentem nacionalistů. Jugoslávští komunisté, kteří se pokoušeli držet Titovy politiky Bratrství a jednoty, se pokoušeli hledat celou řadu dost kostrbatých kompromisů, na základě kterých chtěli udržet jednotné povědomí jak o bratrských a přátelských jugoslávských národech, tak i o jednotném srbochorvatském jazyce. Ve školách se proto nevyučoval "srbochorvatský jazyk", ale "standardní podoba jazyka" (standardni jezički izraz). Po vypuknutí různých jugoslávských konfliktů byly kodifikovány jazyky tři (bosenština, chorvatština a srbština) a dnešní Bosna je tak fakticky trojjazyčná, přestože všechny tyto jazyky jsou si vzájemně srozumitelné.
Nejvyšší průmyslový rozvoj a životní úroveň připadly na hlavní město Sarajevo (kde se roku 1984 konaly olympijské hry), následovala Banja Luka a další velká města. Vznikal technicky náročnější průmysl. Budovaly se silnice i železnice; například spoj údolím řeky Bosny do Sarajeva. Nešťastnou událostí bylo zemětřesení v roce 1969, které těžce poškodilo Banja Luku. Obnova města byla zajištěna za finanční pomoci celé Jugoslávie tak, jako tomu bylo například v případě o tři roky dříve zničené makedonské metropole Skopje.
Po smrti prezidenta Tita se ještě více zhoršila ekonomická situace země. Byly odtajněny některé doposud neveřejné údaje (např. výše státního dluhu) a do čela země se dostala skupina politiků, která nevyzařovala takové charisma, jako zesnulý jugoslávský vůdce. Komunisté se obávali, že islámská revoluce v Íránu, bude míst svůj ohlas mezi muslimským obyvatelstvem i v Bosně a Hercegovině. Některé muslimské země v té době navíc zvýšily svojí aktivitu v Jugoslávii; Írán otevřel v Sarajevu své kulturní centrum a Libye, která byla blízký spojenec SFRJ v rámci Hnutí nezúčastněných zemí, financovala výstavbu nových mešit na území Bosny a Hercegoviny. Během 80. let došlo k řadě politických procesů, které se staly předehrou pro radikalizaci a vzestup nacionalistických tendencí. Před soudem stanuli například Alija Izetbegović, budoucí prezident Bosny a Hercegoviny a islámský aktivista, a Vojislav Šešelj, budoucí srbský nacionalistický politik. Prorežimní bosenský tisk tohoto využil k očernění nacionalistů a vytvoření hrozivých scénářů o tom, jak by mohla být Bosna přeměněna v islámský stát. Na politickém poli začal být stále nápadnější již dlouhodobý rozštěp dvou názorových skupin; Zatímco Bosňáci a Chorvati prosazovali stále větší decentralizaci Jugoslávie, u Srbů byl populární proud unitaristický, možná až centralistický. Bosna a Hercegovina však stanula po dlouhou dobu stranou zájmů jak chorvatských nacionalistů, tak i politického vedení srbského, reprezentovaného od roku 1987 v podstatě Slobodanem Miloševićem.
Frustraci bosenské společnosti zhoršila řada afér a kauz, které vypluly na povrch především v druhé polovině 80. let. Kromě skandálu okolo podniku Agrokomerc, kde se ukázalo, že úspěch podniku z Veliké Kladušy je de facto jeden velký podvod zaplavily stránky bosenského tisku i řady dalších afér (Neum, Kecmanović), do kterých bylo zapleteno místní komunistické politické vedení. V mnoha případech museli někteří z politiků složit své funkce. Společnost byla touto skutečností rozdělena; zatímco někteří se domnívali, že se jedná o politický proces, jiní tvrdili, že ve státě bují byrokracie a že je třeba tvrdě potrestat ty, kteří rozkrádají republikový majetek. Právě tato druhá uvedená nespokojenost živila tzv. Protibyrokratickou revoluci Slobodana Miloševiće; ta však měla úspěch především v Srbsku a Bosny a Hercegoviny se prakticky nedotkla.

## Předzvěsti bosenské nezávislosti (1989–1992)

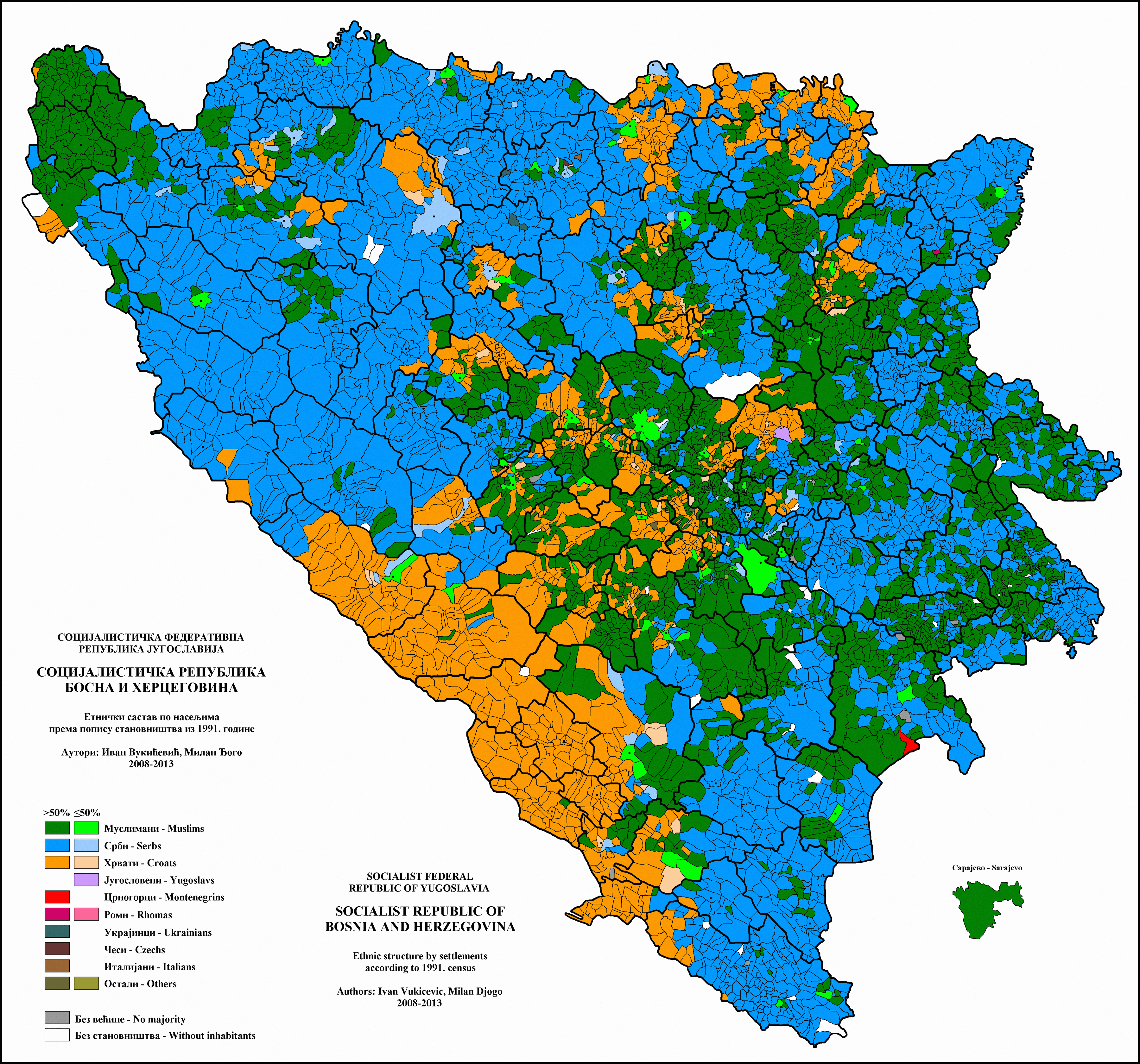
Etnické složení Bosny a Hercegoviny dle sídel v roce 1991

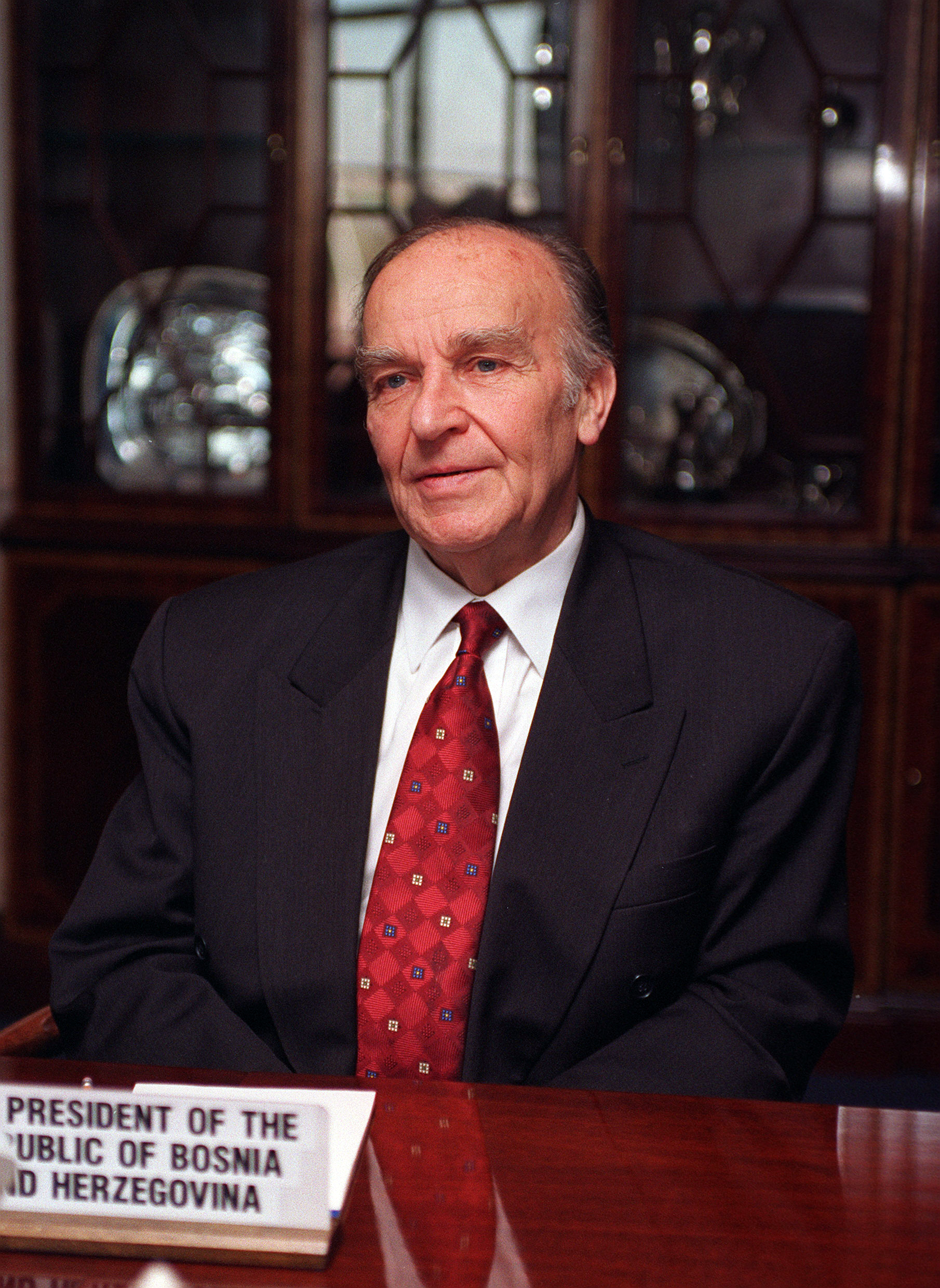
Alija Izetbegović během návštěvy USA v roce 1997.

Nacionalistické tendence, které v každém národě brzy během slábnutí komunistické moci na přelomu 80. a 90 let vrcholily, vynesly v Jugoslávii na výsluní tři politiky – Aliju Izetbegoviće, Slobodana Miloševiće a Franju Tuđmana. V této době se zde začíná ozývat srbská část obyvatelstva, v Bělehradě se diskutuje o změně hranic jednotlivých republik v prosrbské podobě. Jednotlivé republiky SFRJ se začaly připravovat na nezávislost, první ji vyhlásilo Slovinsko a později Chorvatsko.
V prvních svobodných volbách v zemi v březnu roku 1991 vyhrála koalice tří stran (SDA, SDS, HDZ BiH) v čele s Izetbegovićem a jeho stranou demokratické akce, KSJ naprosto propadla. Prezidentem svazové republiky se stal Bosňák Fikret Abdić, který později své místo uvolnil Izetbegovićovi. Předsedou Skupštiny se pak stal Srb (Momčilo Krajišnik), předsedou vlády Chorvat Jure Pelivan.
V roce 1991 už probíhaly válečné střety v Chorvatsku. Protože Bosna a Hercegovina byla stále ještě součástí Jugoslávie, JNA k boji proti chorvatským vojenským sborům používala bosenské základny a z území BiH probíhaly mnohé vojenské operace. Mnoho komunikací pro tehdejší RSK vedlo právě přes bosenské území.
V tehdejší neklidné atmosféře reagovala i skupština BiH, která vydala akt o suverenitě republiky. Tím bylo rozhodnuto, že představitelé republiky se již nebudou účastnit jednání na federální celojugoslávské úrovni, dokud nedojde k jednání mezi všemi svazovými republikami. Chorvatští a bosňáčtí představitelé toto přijali s nadšením, Srbové se odmítli tohoto aktu účastnit. Další dohoda rovněž znemožnila případnou mobilizaci vojenských záloh v republice, které potřebovala JNA pro boj s Chorvatskem. Politická jednota srbských, chorvatských a bosenskomuslimských představitelů tímto vzala za své.
Od poloviny září 1991 začala SDS vytvářet tzv. srbské autonomní oblasti, které se spravovaly de facto samy a nepodléhaly republikové vládě. 9. a 10. listopadu 1991 se konalo navíc referendum, které by vytvořilo nezávislou ryze srbskou republiku jako součást BiH a také i SFRJ. Sarajevská vláda tento krok odsoudila a označila za neústavní. Chorvatští představitelé země na něj reagovali vytvořením chorvatského společenství Posaviny v Bosenském Brodu, o čtyři dny později pak vznikla formálně i republika Herceg-Bosna.
9. ledna 1992 přetransformovala SDS srbské autonomní oblasti v Srbskou republiku Bosny a Hercegoviny, ze které se později stala Republika srbská, která se rozkládá v těch oblastech, kde měli Srbové většinu. Tam, kde neměli, avšak i tak získali velkou podporu, vznikají tzv. srbské opštiny. Těsně před tím skupština BiH přijala dohodu o referendu o nezávislosti celé svazové republiky. 27. ledna je vyhlášeno i chorvatské společenství Střední Bosna. Oficiálním důvodem, na kterém stavěli představitelé nových autonomních a samosprávných celků uvnitř svazové republiky, byla ochrana vlastního národa. Vzhledem k tehdy promíchanému obyvatelstvu na území jednotlivých opštin byla myšlenka vytvoření etnicky homogenních celků dost problematická a počítala s odsunem či likvidací obyvatelstva jiné než majoritní části.
V tomto období začíná pozvolný rozpad Teritoriální obrany BiH; jednotlivé celky si vytvářejí vlastní paravojenské sbory. JNA pomáhá srbským dobrovolníkům v republice Srbské s budováním vlastních sborů. Tehdy zdánlivě neaktivní Bosňáci, kteří zůstali loajální republice v jejích svazových hranicích, vytvořili tzv. Patriotskou ligu, namířenou proti JNA a Srbům. Politici sice tehdy ještě oficiálně mluvili o jednotě a nedělitelnosti Bosny a Hercegoviny, začali se však připravovat na rozdělení země podle národnostního klíče. A nejednalo se jen bosenské politiky, ale i o zástupce v Bělehradu a Záhřebu.
29. února a 1. března 1992 se konalo referendum o vyhlášení nezávislosti. V něm se Bosňáci a Chorvati vyslovili pro, Srbové jej – stejně jako předchozí dohody směřující k nezávislosti – bojkotovali. Republika vyhlásila nezávislost 3. března; drtivá většina hlasujícících se vyslovila za nezávislý stát. Nová republika byla v následujících dnech mezinárodně uznána jak zeměmi EU tak i Spojenými státy.

## Válka v Bosně (1992–1995)

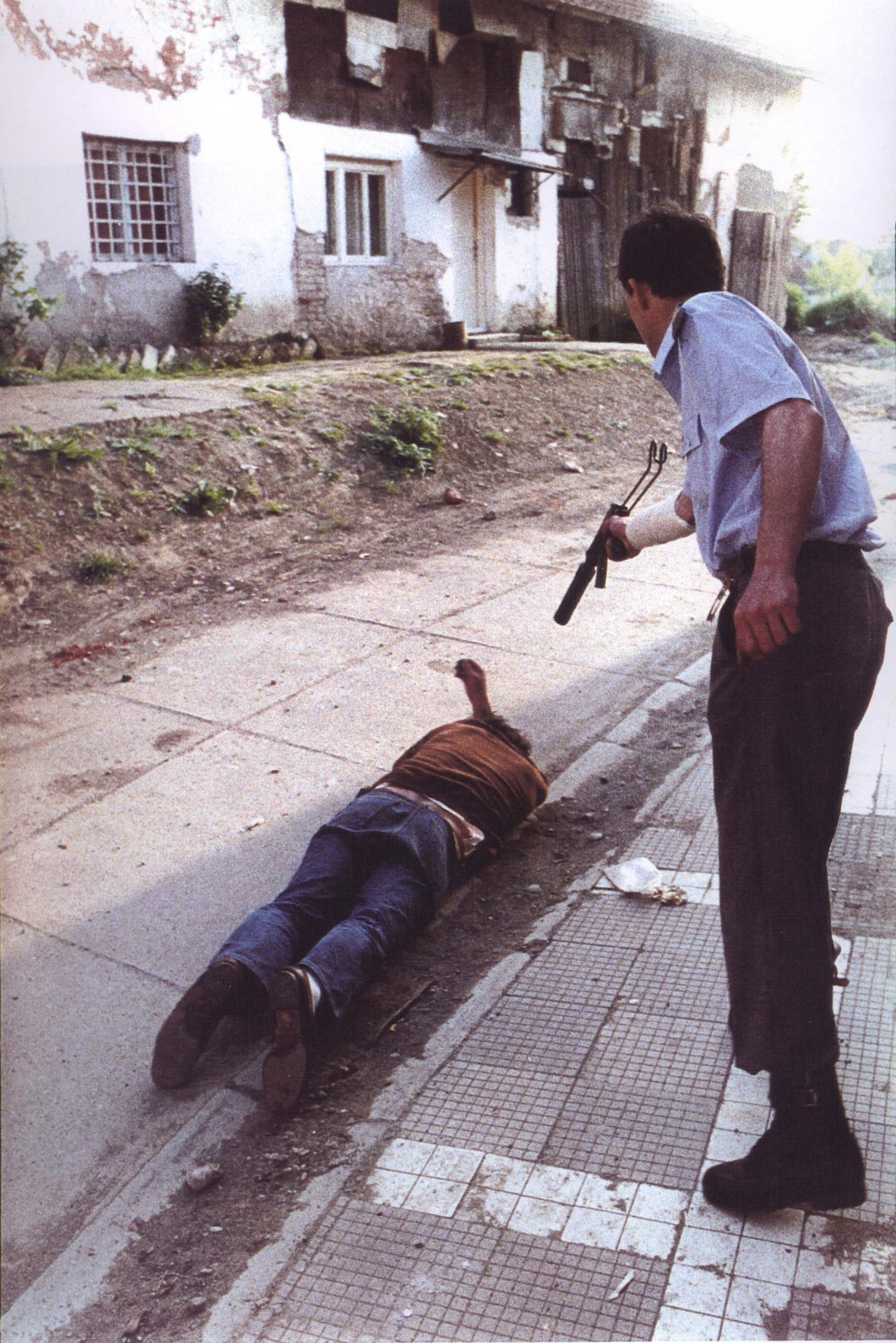
Goran Jelisić při popravě bosenské oběti v roce 1992

Nenávist mezi jednotlivými etniky rychle rozdmýchala konflikt, který v dějinách moderní Evropy neměl obdoby a nezávislou Bosnu a Hercegovinu na mnohá léta poznamenal. Proti sobě stály tři strany – Srbové, za které bojovala Vojska Republiky srbské, Chorvati, kteří ustavili Chorvatskou radu obrany, a Bosňáci, kteří byli zastoupeni v oficiální armádě. Poslední dvě vojska bojovala až do roku 1993 pospolu, poté ale nastal náhlý zvrat a každá ze stran bojovala sama za sebe. Válka byla vedena se značnou krutostí proti civilnímu obyvatelstvu, byly páchány často masakry (v Srebrenici, či v Sarajevu). Mezinárodní společenství nebylo schopné konflikt zastavit, OSN však vyslala do země své jednotky.
V muslimské čtvrti Sarajeva došlo na začátku března 1992 k ozbrojenému útoku na srbský svatební průvod; následně sympatizanti SDS začali v mnohých městech (Bosanski Šamac, Derventa, Odžak, Sarajevo) stavět barikády a útočit na policejní sbory, situace se začala vyostřovat velmi rychle. Na přelomu března a dubna padli první mrtví v přestřelkách mezi vládním vojskem a srbskými ozbrojenci v Bijeljině, Mostaru, Kupresu, či Derventě. Srbům pomáhaly síly JNA, které nyní, po odtržení Slovinska, Chorvatska a BiH od Jugoslávie, byly složeny hlavně ze srbských vojáků. 3. dubna byla mobilizována teritoriální obrana, Srbové již nyní obsazovali celá města, z nichž nejvýznamnější byla Banja Luka. Během několika následujících dní došlo k velkým protiválečným demonstracím v Sarajevu a Mostaru, které měly i podporu ze stran místní samosprávy. Srbští ostřelovači zabili několik protestujících, čímž se situace opět vyostřila.
Vojenské akce se neustále stupňovaly; jednotky JNA podnikly 7. dubna nálet na Široki Brijeg (bombardování tříštivými bombami) ve snaze vyřadit z bojů jednotky Chorvatů. Prezident Izetbegović následující den vyhlásil v hlavním městě dekretem výjimečný stav. Svoji vlastní paravojenskou organizaci založila i republika Herceg-Bosna, jedná se o HVO (Hrvatsko vijeće obrane). Během několika dní probíhaly vojenské operace ve Zvorniku, Derventě, Bosanském Brodu, Livně a Kupresu. Prezident republiky požádal mezinárodní společenství o pomoc a zastavení začínajícího ozbrojeného konfliktu. To sice začalo celou záležitost řešit, avšak bojové operace se stále rozšiřovaly.
Ke konci dubna 1992 začaly jednotky JNA ostřelovat i samotnou metropoli Sarajevo, s cílem ji obklíčit a později obsadit. TOBiH hrozila zničením přehrady na řece Drině, pokud JNA neumožní evakuaci civilních obyvatel Višegradu a nezastaví útoky na město. V tyto dny Chorvatsko přijalo celkem 40 000 uprchlíků, kteří v první vlně opustili zemi.

## Poválečná obnova země

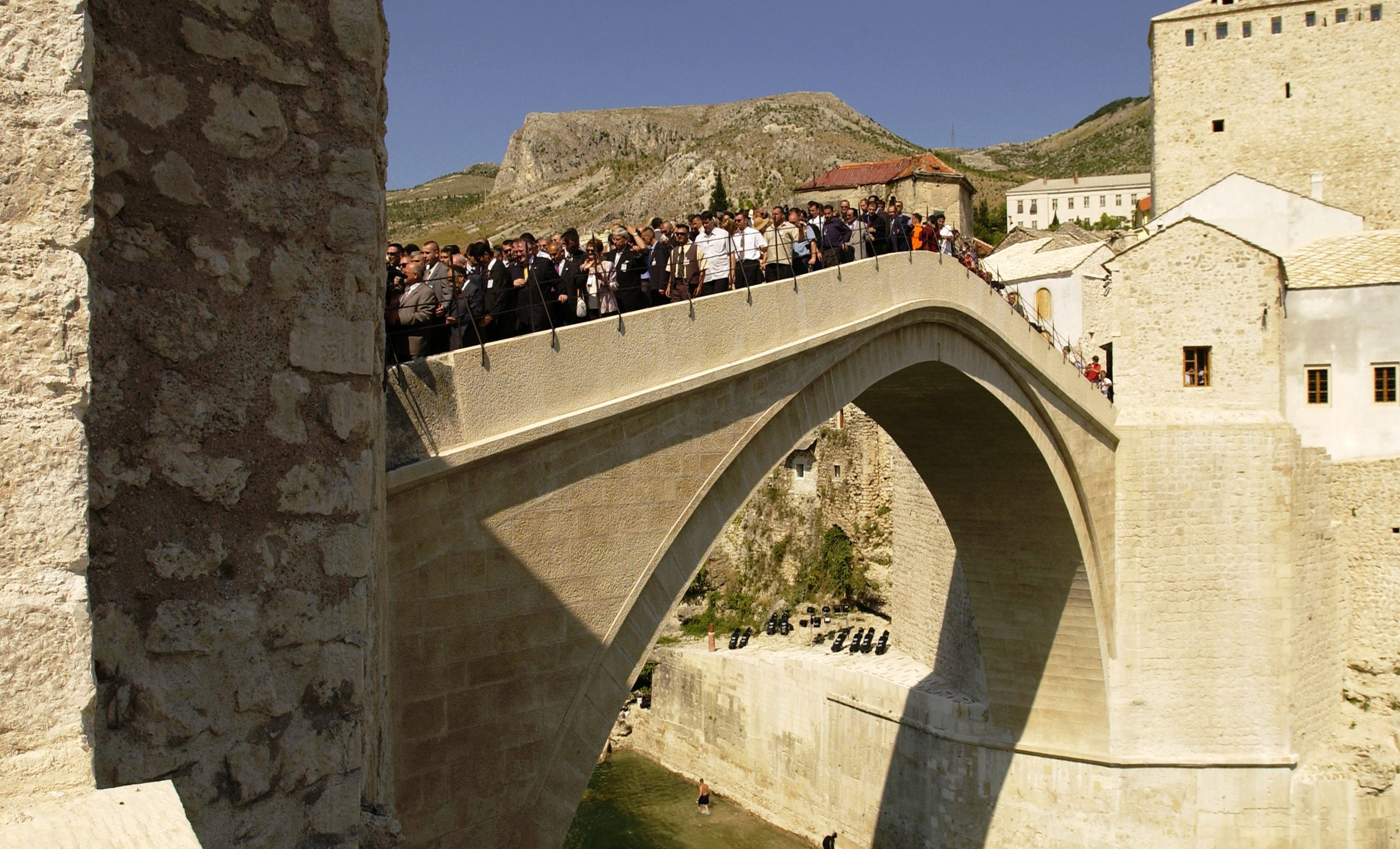
Nově opravený Starý most v Mostaru, který zničila za války v roce 1993 chorvatská palba z tanku

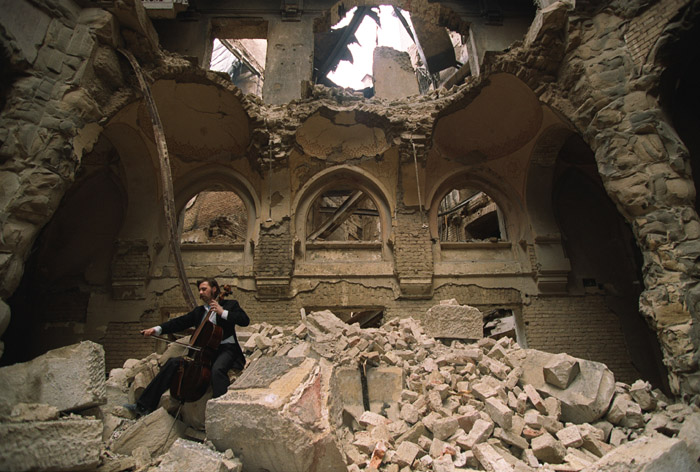
Cellista Vedran Smailovič hrající v ruinách Sarajevské knihovny, zničené za občanské války v Jugoslávii.

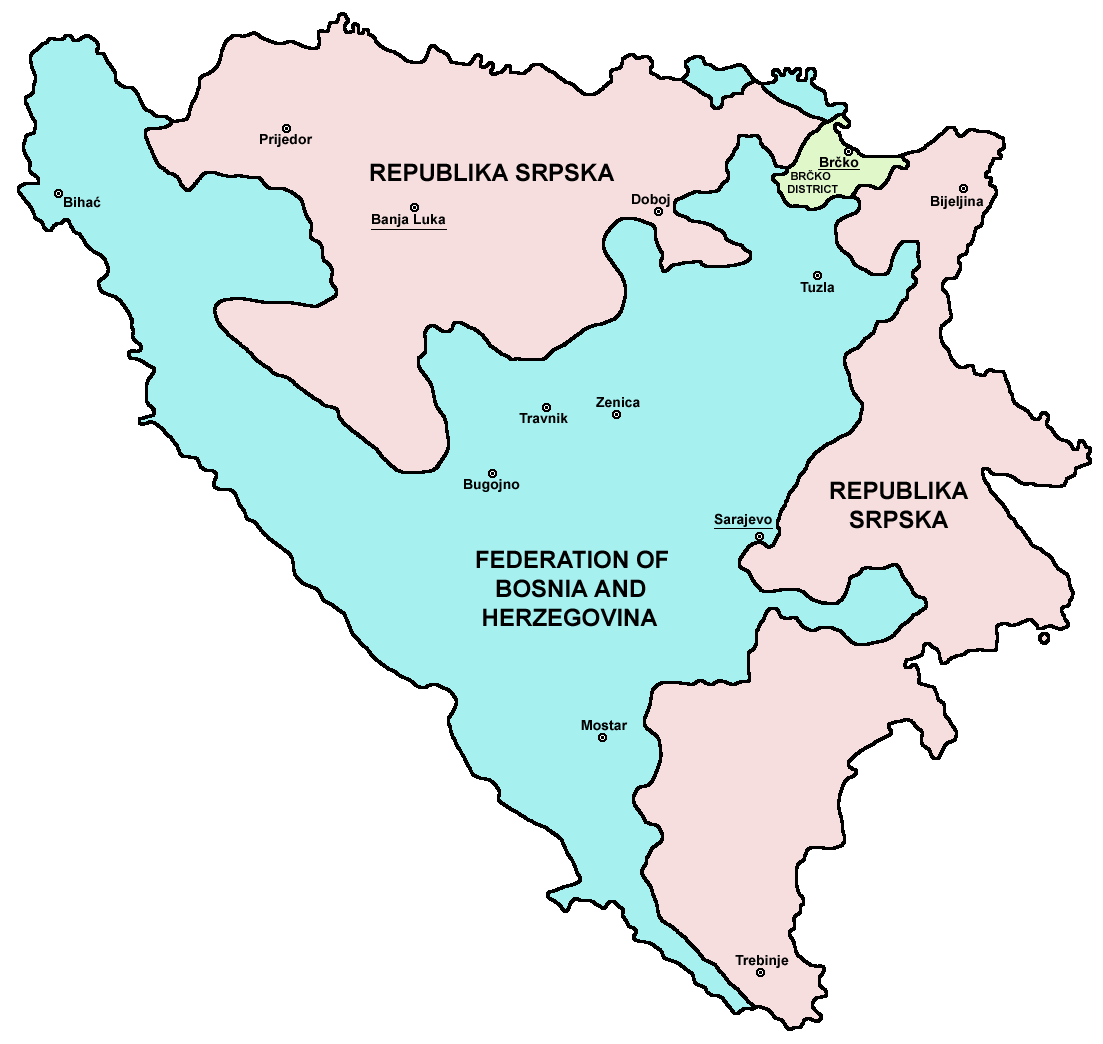
Administrativní rozdělení současné Bosny a Hercegoviny.

V průběhu let, jak válka pokračovala, si zástupci všech tří stran uvědomili, že současná situace stále více škodí jejich vlastním zájmům a že řešení cestou ozbrojeného konfliktu není již dále možné. Proto Franjo Tuđman, Alija Izetbegović a Slobodan Milošević začali vyjednávat o budoucí podobě země a jejím poválečném uspořádání. 21. listopadu 1995 v americkém Daytonu podepsali zástupci všech znesvářených stran mírovou dohodu, čímž byla válka neoficiálně ukončena. 14. prosince 1995 se pak v Paříži koná poslední schůzka, na které jsou slavnostně dořešeny a podepsány mírové podmínky.
Územní členění bylo navrženo a schváleno tak, aby oba dva hlavní bloky získaly polovinu země. Republika srbská byla zachována, avšak stala se jednou z tzv. entit – fakticky samostatných útvarů uvnitř státu. Na území, které drželi za války Bosňáci a Chorvati, byla vytvořena Federace Bosny a Hercegoviny. Sporným se stal Distrikt Brčko, který má strategický význam (dělí Republiku srbskou na dvě části) a spravují jej obě entity společně. Území entit přesně kopírují současné národnostní linie uvnitř státu, pouze v oblasti západní Bosny u hranic s Chorvatskem bylo čistě srbské území zahrnuto pod bosňáckochorvatskou federaci.
Poválečný plán obnovy, díky kterému získala země přístup k penězům od bohatších zemí, jako jsou například státy EU, ale i Japonsko, pomohl obnovit alespoň základní infrastrukturu a zajistit fungování nezbytných orgánů. I přesto však jedna z nejchudších republik bývalé Jugoslávie zažívala těžké časy, které zhoršila navíc skutečnost, že oba celky federace spolupracovaly jen chladně, díky dlouhou dobu zažité národnostní nesnášenlivosti. Bezpečnostní situace navíc v prvních poválečných letech nebyla uspokojivá, velká část země je dosud zaminovaná a mnoho infrastruktury ještě stále zničeno. Na dodržování průběhu mírové smlouvy začali dohlížet vojáci mezinárodní mise SFOR, kteří jsou původem z mnoha zemí (například Německa, Itálie, ale také i Česka). Na území státu se navíc stále ukrývají hledaní váleční zločinci.
Zatímco vznikly oddělené orgány a úřady podle entit, v ekonomické oblasti byla zakotvena jednota země. Měnou se stala po několika neúspěšných pokusech a nedohodách o nové celobosenské platidlo de facto Německá marka, kterou nahradila později marka konvertibilní (už faktická místní měna), s pevným kurzem 1:1 k německé marce. Stát má jednu centrální banku se sídlem v Sarajevu.
V roce 1998 byly vybrány nové státní symboly. Po několika neúspěšných kolech nakonec vysoký představitel pro Bosnu a Hercegovinu vybral nejúspěšnější návrh vlajky a znaku, který nereprezentuje jeden konkrétní národ a vychází ze symbolů Evropské unie. Roku 2007 se dostaly pod drobnohled i symboly obou entit, které byly uznány za neústavní, neboť symbolizují pouze jeden národ. Republika srbská se sice proti tomuto postoji ohradila, nakonec ale byla donucena nahradit původní znak emblémem, který již tolik problematický není.
V prvních letech 21. století je vidět mírný rozvoj. Vlády obou entit se zaměřují jednak na rozvoj turistiky (obnovují se historické památky a země se reprezentuje v zahraničí), jednak i na budování dopravní infrastruktury. Železnice prošly modernizací, buduje se dálnice v údolí řeky Bosny do Sarajeva. I v oblasti vztahů mezi jednotlivými národy došlo k pozvolným změnám; za klíčové je považováno uznání Chorvatů a Bosňáků jako konstitutivního národa v Republice srbské a Srbů ve Federaci Bosny a Hercegoviny. Roku 2006 pak došlo k sjednocení ozbrojených sil obou entit v jeden všebosenský celek OSBiH. Nyní se v zemi diskutuje o reformě policejních sborů, která by byla uskutečněna podle obdobného postupu.